# 拉斯纳瓦斯-德托洛萨会战
拉斯纳瓦斯-德托洛萨会战（西班牙語：batalla de las Navas de Tolosa），简称托洛萨会战，在阿拉伯历史中称为乌加卜战役 （阿拉伯语：معركة العقاب），是一场发生在1212年7月16日的会战。这场会战被视为收复失地运动和中世纪西班牙的重要转折点。会战的双方分别是由卡斯提爾国王阿方索八世、纳瓦拉国王桑喬七世、亞拉岡国王佩德罗二世和葡萄牙国王阿方索二世组成的基督教联军，与统治伊比利亚半岛南部的穆瓦希德王朝。穆瓦希德王朝哈里发穆罕默德·納西爾率领的穆瓦希德王朝军队由整个穆瓦希德帝国的兵员组成，其中许多士兵来自非洲。

## 背景
1195年7月9日，穆瓦希德王朝于阿尔科斯之战擊敗卡斯提爾军队，国王阿方索八世仅以身免。此后，穆斯林接连攻下伊比利亚半岛内几个重要城市： 特鲁希略、普拉森西亚、塔拉维拉、昆卡和乌克莱斯，并在1197年拿下马德里与托莱多两座名城。1211年，穆罕默德·纳西尔带领大军越过直布罗陀海峡入侵西班牙的基督教领土，并攻下由卡拉特拉瓦骑士团驻守的萨尔瓦蒂拉城堡。来势汹汹的穆瓦希德王朝迫使原来分头发展的基督教国家，必须暂置争议，迅速整合起来共同应敌，以免一起走向覆亡之路。为了促成这个十字军联盟的组成，教宗依诺增爵三世给予了强而有力的支持，他运用其影响力，积极介入调停各方，同时全力号召基督教世界驰援伊比利亚半岛。于是，卡斯提爾、亞拉岡、纳瓦拉和葡萄牙四国国王联合起来，同时大量的外国队伍（主要是法蘭西王國志愿军）也加入了联军。

## 前期准备
基督教联盟的各成员之间分歧不断：法兰西和欧洲其他骑士的不同意阿方索八世对在征服马拉贡及旧卡拉特拉瓦时对穆斯林及犹太人的仁慈对待。他们在托莱多的犹太区对犹太人实施了一系列的屠杀暴行。

## 战斗
阿方索八世在一位名为马丁·阿哈拉的牧羊人向导下，带领大军从德斯佩尼亚佩罗斯山口越过莫雷纳山。基督教联军的突然出现给了穆斯林军队一个沉重的打击，阿哈拉也由此被阿方索八世授予卡韦萨·德·巴卡领地。

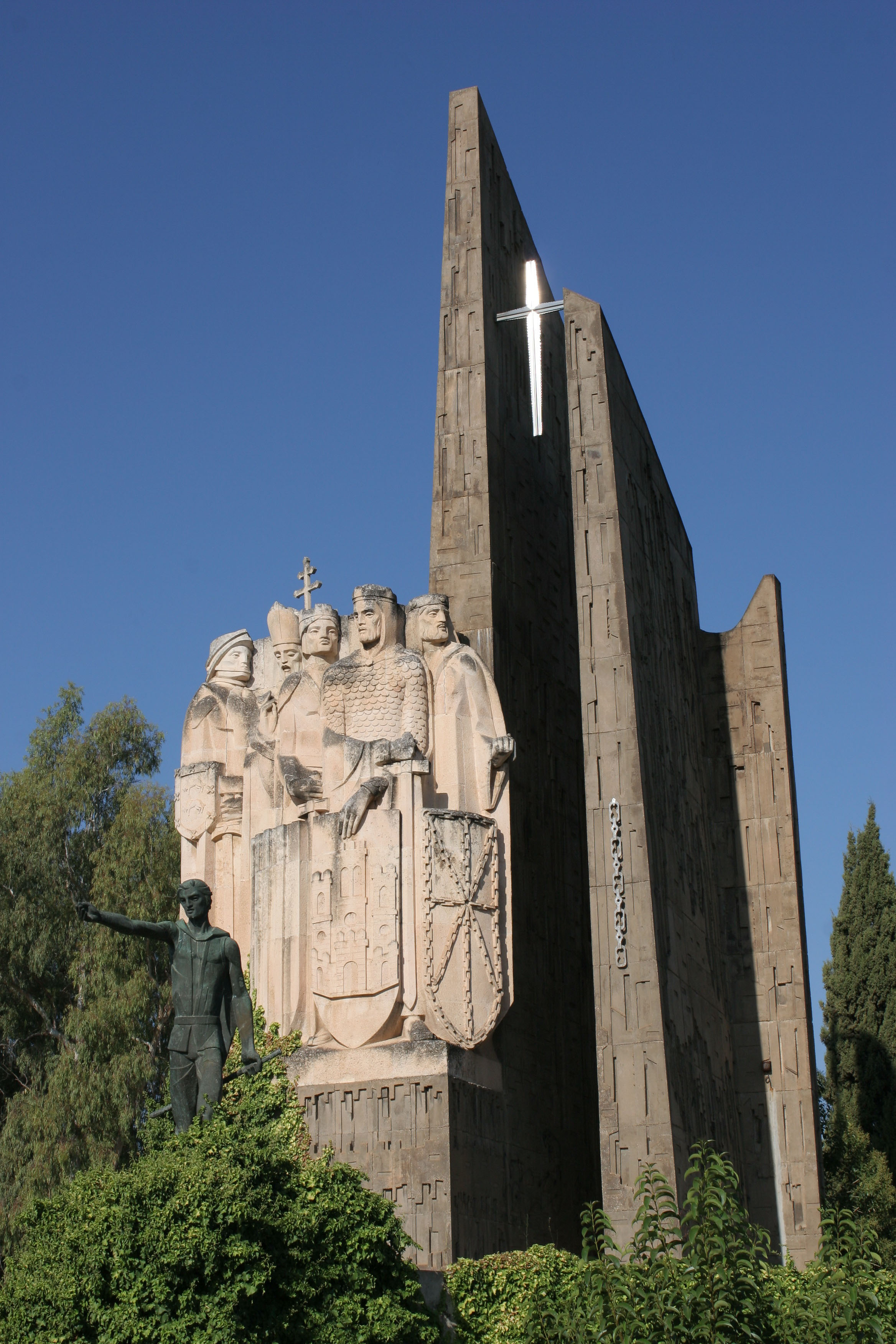
位于纳瓦斯·德·托洛萨的纪念碑。

根据传说，哈里发命令他的奴隶贴身护卫用铁链锁在一起，将他的帐篷围成一圈，以保护他的人身安全。纳瓦拉国王桑喬七世率领士兵攻破了这道防线。哈里发穆罕穆德·纳赛逃脱了，但穆斯林军队被打的溃不成军，遭受了严重的人员伤亡。获胜的基督徒们将许多战利品，包括哈里发的营帐和军旗，献给了教宗依諾增爵三世。
基督教联军遭受了2000余人的伤亡，远远少于穆斯林军队。基督教联军遭受的主要阵亡者有：卡拉特拉瓦骑士团的旗手阿塞维多、圣地亚哥骑士团指挥官费尔南德斯·德阿尔瓦罗·巴利亚达、圣地亚哥骑士团团长佩德罗·阿里亚斯、葡萄牙、莱昂及卡斯蒂利亚圣殿骑士团团长戈麦斯·拉米雷斯等。卡特拉特瓦骑士团团长鲁伊·迪亚兹严重受伤。
哈里发穆罕穆德·纳赛逃离了战场，并在不久后于马拉喀什逝世。

## 影响
穆瓦希德王朝的惨败不仅直接造成了帝国的灭亡，也大大加速了穆斯林势力在伊比利亚半岛和马格里布的衰退，同时进一步推动了基督教在伊比利亚半岛的收复失地运动。托洛萨会战后，卡斯蒂利亚夺去了拜萨和乌韦达，打开了向南侵入安达卢西亚的大门。根据阿方索八世给教宗依诺增爵三世的信件，拜萨城内的穆斯林群众被驱赶至乌韦达。国王在乌韦达处死和奴役了超过60000名穆斯林。而根据卡斯蒂利亚王国的编年史，有近100000名撒拉森人被俘虏，其中包括儿童和妇女。
其后，阿方索八世的孙子费尔南多三世在1236年夺取了科尔多瓦，1246年攻下哈恩，并在1248年征服了塞维利亚、阿尔科斯、 梅迪纳-西多尼亚、赫雷斯和加的斯等地。1252年，费尔南多三世准备入侵穆瓦希德王朝的非洲领地。但此时伊比利亚南部爆发了一场大规模的瘟疫，费尔南多三世也于1252年5月30日在塞维利亚病逝，费尔南多的死使卡斯蒂利亚军事扩张停滞不前。与此同时，阿拉贡国王海梅一世于1232年征服了巴利阿里群岛，并于1238年征服巴伦西亚。
1252年，偏安非洲的穆瓦希德王朝已是风烛残年。到1269年，马林王朝控制了马格里布与穆瓦希德王朝的绝大部分领地。马林王朝尝试过进攻伊比利亚以收复失地，但他们最终里奧萨拉多会战中被卡斯蒂利亚国王阿方索十一世和葡萄牙国王阿方索四世的联军打败，这也是伊比利亚半岛上最后一次基督教与穆斯林的军队的大战。

### 格拉纳达
1294年，桑喬四世攻下了塔里法，从而夺得直布罗陀海峡的控制权。格拉纳达、阿尔梅里亚和马拉加成为穆斯林在伊比利亚半岛仅剩的三座城市。这三个城市由奈斯尔王朝统治，称格拉纳达酋长国。格拉纳达是卡斯蒂利亚王国的附庸国，国祚持续到1492年，其时天主教双王攻下穆斯林在伊比利亚半岛这最后的堡垒，完成了基督教收复失地运动。

### 相关文学作品
1972年，哈里·哈里森撰写的一部架空历史小说及科幻小说Tunnel Through the Deeps 中描绘了一个穆斯林在拉斯纳瓦斯-德托洛萨会战中战胜了基督徒，从而统治西班牙南部直到20世纪的故事。

## 延伸阅读
- . Reader's Companion to Military History.   [2006-02-09]. （原始内容存档于2006-02-26）.

- （西班牙文） Martín Alvira-Cabrer, Las Navas de Tolosa, 1212. Idea, liturgia y memoria de la batalla, Sílex, Madrid, 2012. ISBN 97884773772149788477377214